# Federico Guerrero
Federico Guerrero (* 18. September 1991) ist ein argentinischer Leichtathlet, der sich auf den Dreisprung spezialisiert hat, gelegentlich aber auch im Weitsprung an den Start.

## Sportliche Laufbahn
Erste Erfahrungen bei internationalen Meisterschaften sammelte Federico Guerrero im Jahr 2017, als er bei den Südamerikameisterschaften in Luque mit einer Weite von 15,33 m den achten Platz im Dreisprung belegte. 2020 erreichte er bei den erstmals ausgetragenen Hallensüdamerikameisterschaften in Cochabamba mit 15,55 m Rang sechs im Dreisprung und wurde im Weitsprung mit 6,86 m Neunter.
2014 wurde Guerrero argentinischer Meister im Dreisprung.

## Persönliche Bestzeiten
- Weitsprung: 7,12 m (+0,2 m/s), 24. März 2018 in Concepción del Uruguay
  - Weitsprung (Halle): 7,15 m, 30. Januar 2020 in Cochabamba
- Dreisprung: 15,52 m (+0,8 m/s), 7. Dezember 2019 in Buenos Aires
  - Dreisprung (Halle): 15,55 m, 2. Februar 2020 in Cochabamba